# 遮湖駅
遮湖駅（チャホえき、朝鮮語: 차호역）は、朝鮮民主主義人民共和国咸鏡南道利原郡にある駅で、利原線に属する。

## 隣の駅
利原線
曽山駅 - 遮湖駅